# 傳染性貂腦病
傳染性貂腦病（英語：Transmissible mink encephalopathy，縮寫為TME），傳染性海綿狀腦病的一種，由普利昂蛋白引起，會侵襲由人類飼養長大的貂，破壞它的中樞神經系統。目前已知只有成年的貂會罹患這個疾病，潛伏期是7個月至12個月，罹患的貂將會死亡。目前沒有檢驗方法，可以知道活體動物是否患病，只能透過死後的解剖來加以確認。